# Port El Kantaoui
Port El Kantaoui  (Arabisch: مرسى القنطاوي Port el Kantaoui) is een zeer toeristisch plaatsje in Tunesië, aan de Middellandse Zee. De plaats ligt net ten noorden van Sousse in de gemeente Hammam Sousse, en kan als een soort uitbreiding van deze stad gezien worden.
Port El Kantaoui bestaat voornamelijk uit een haventje met veel horecagelegenheden en enkele souvenirshops, en vormt een toeristische zone die zich kilometers ver uitstrekt.

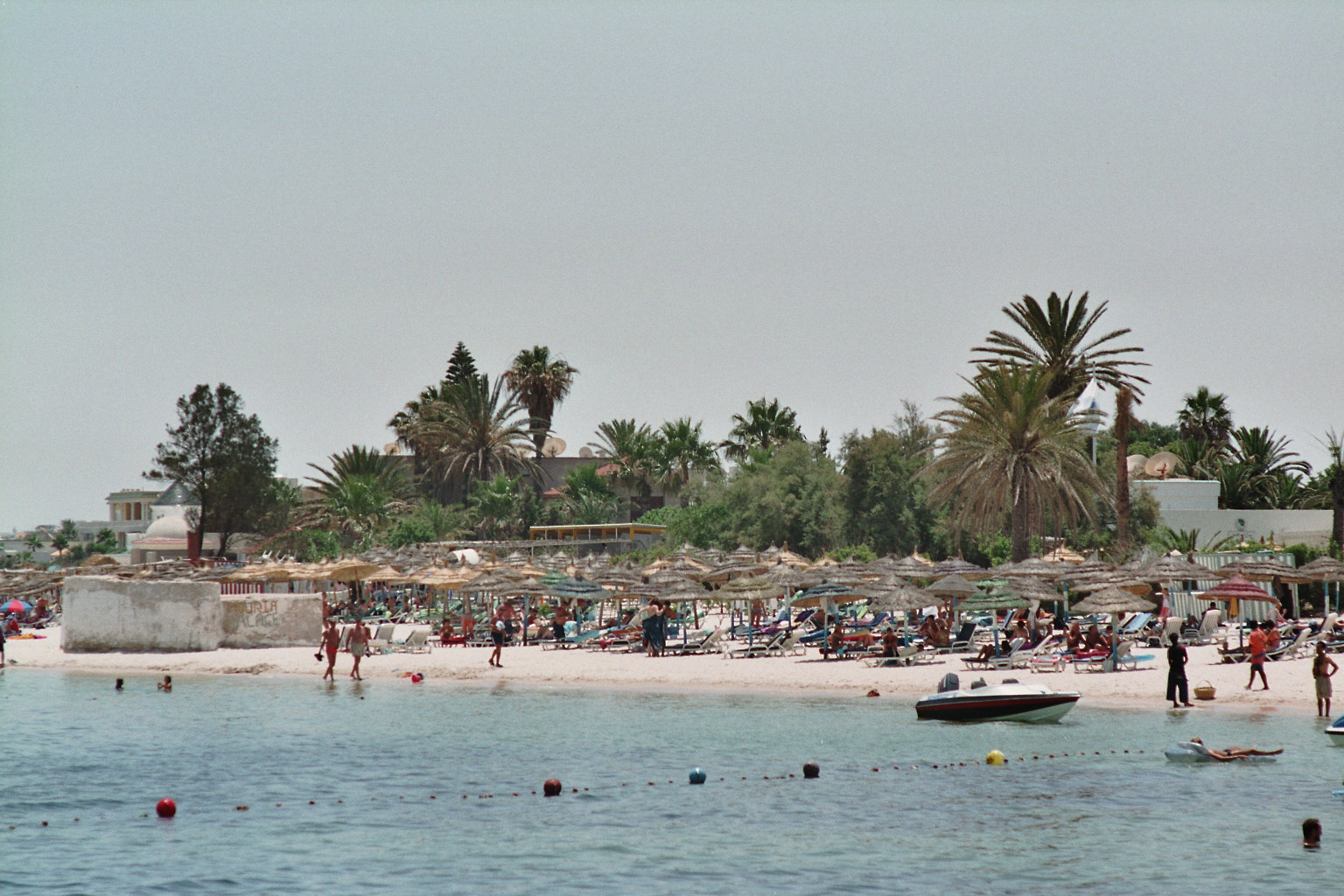
Een strandje in port El Kantaoui
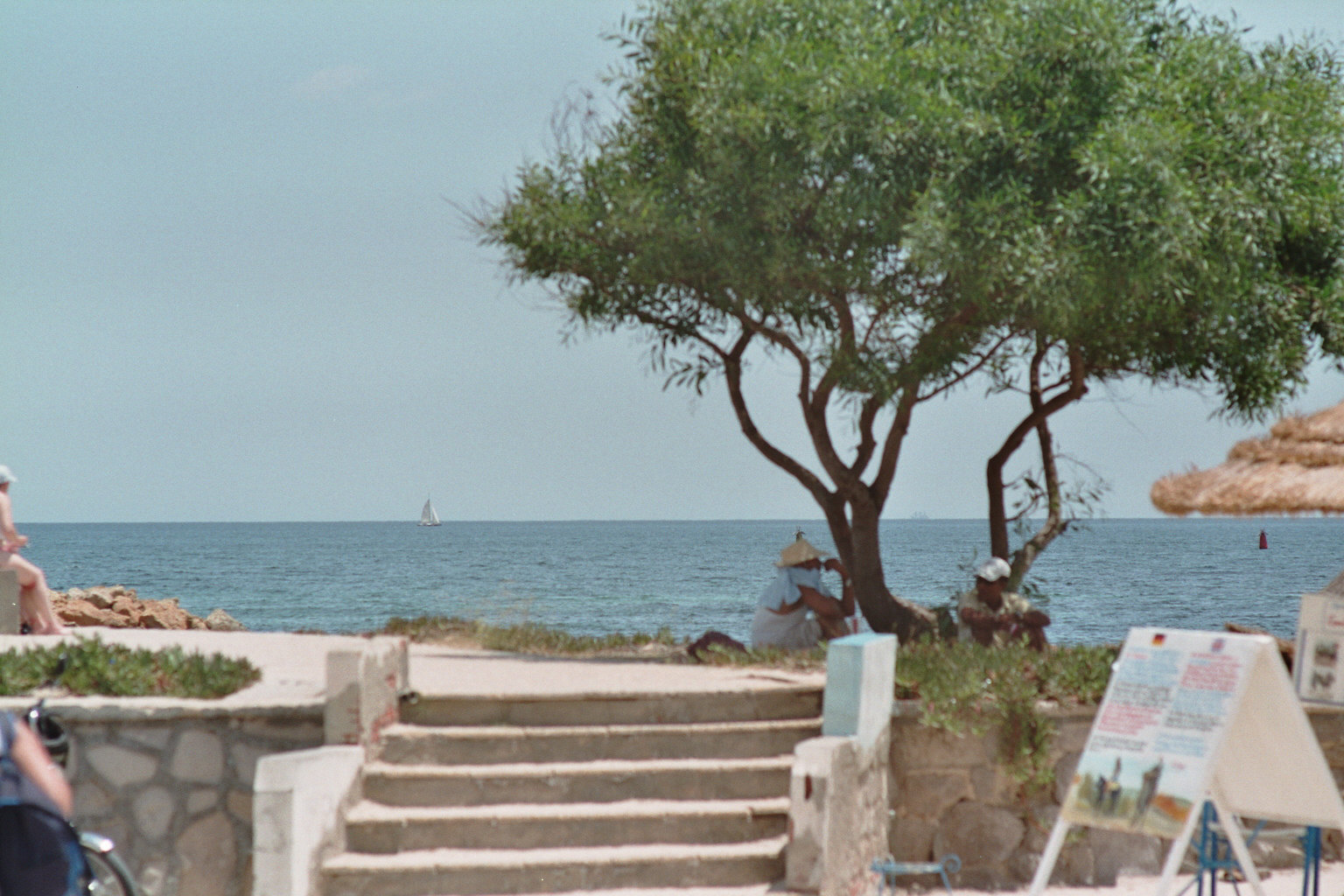
Uitzicht over pier bij port El Kantaoui
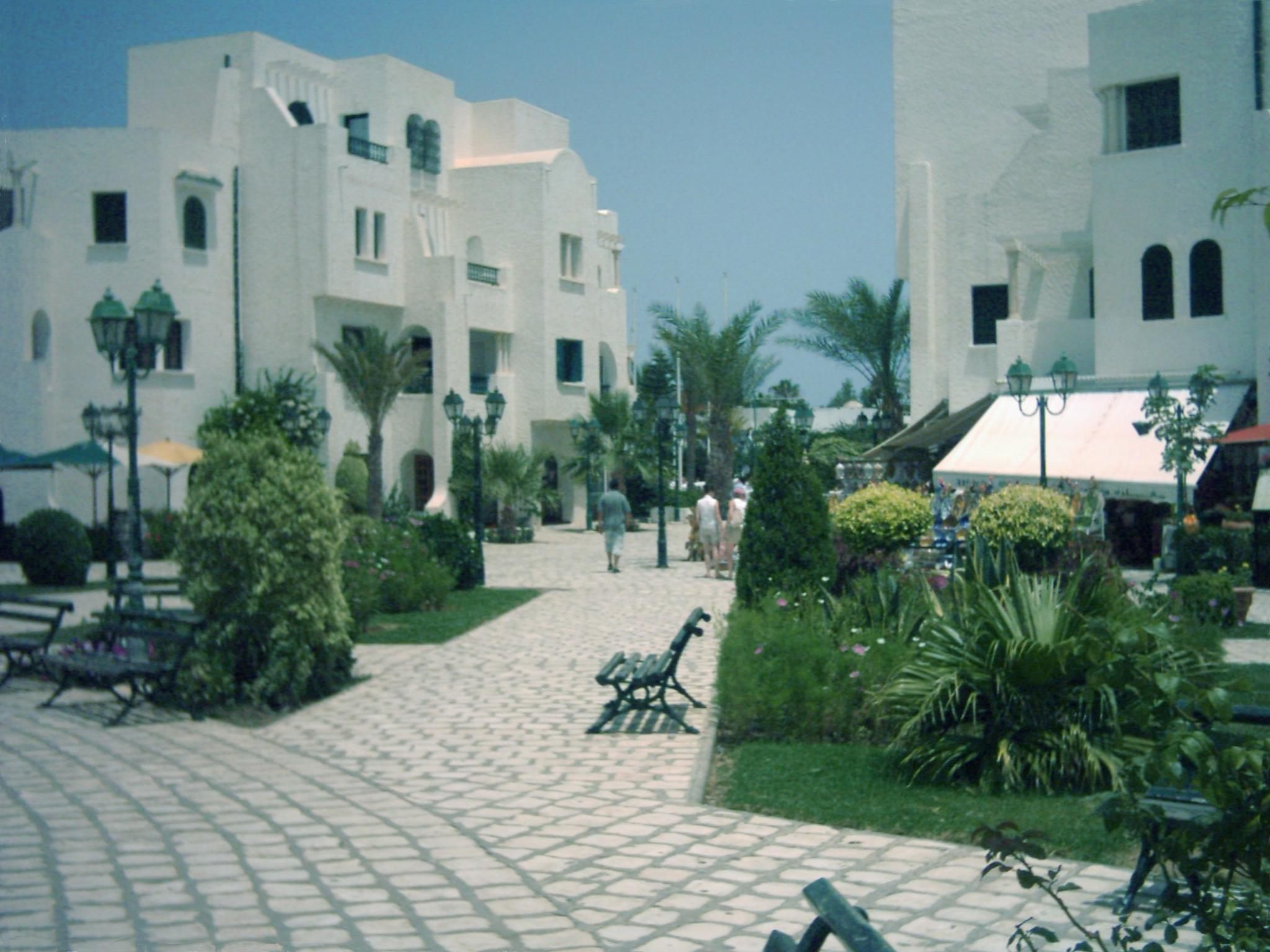
Uitzicht over een pleintje in port El Kantaoui